# Terlano
Terlano (Terlan in tedesco) è un comune italiano di 4 964 abitanti della provincia autonoma di Bolzano in Trentino-Alto Adige.

## Geografia fisica

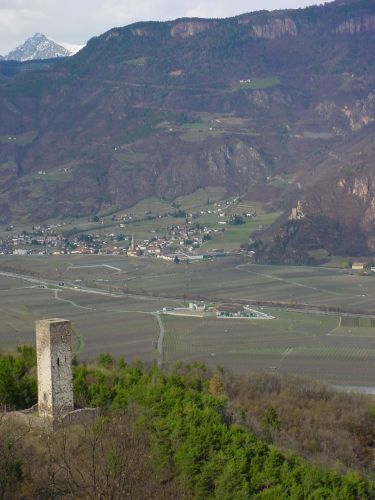
Terlano vista da Castel d'Appiano (Hocheppan)

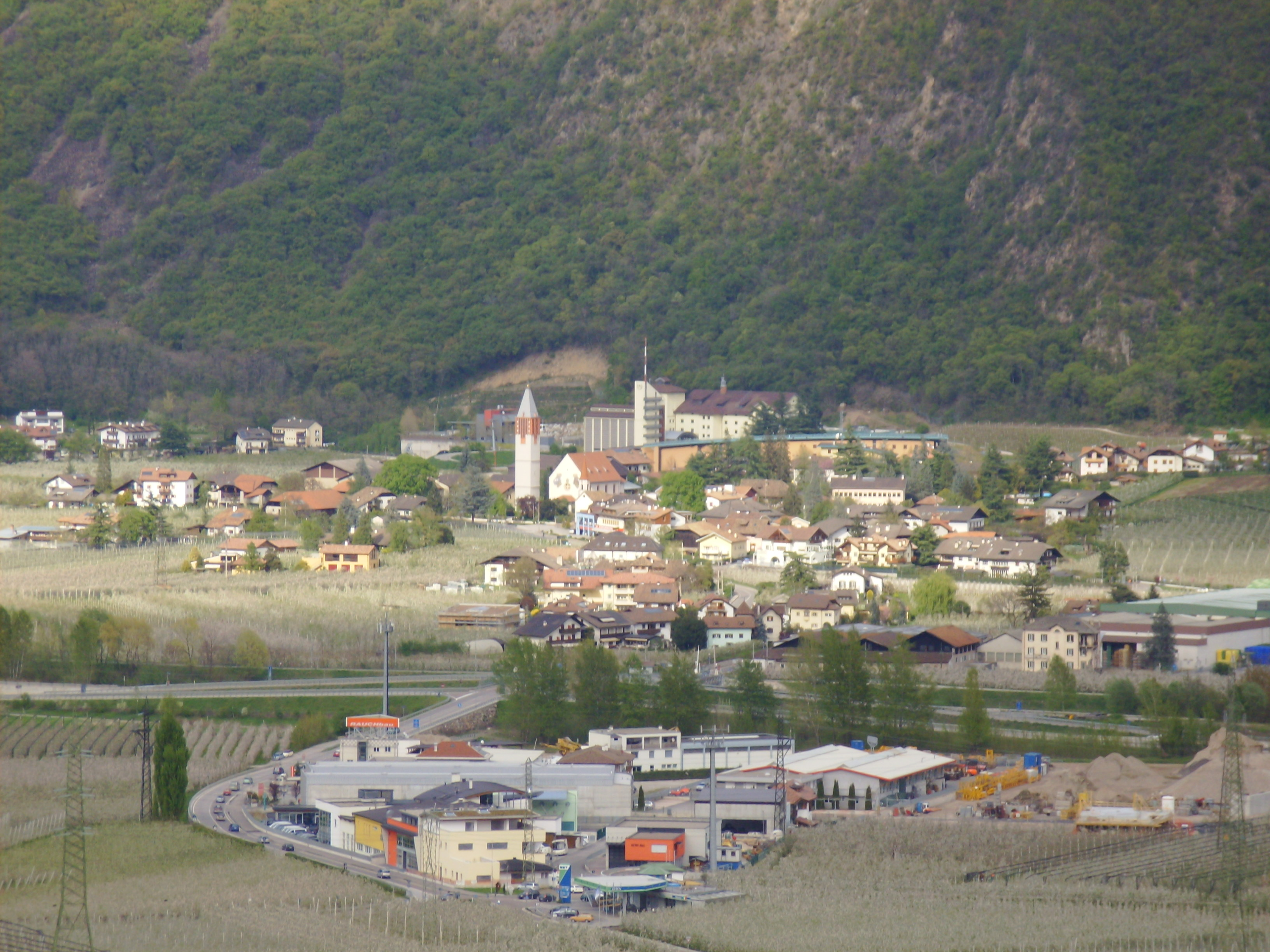
La frazione di Vilpiano

Terlano è situato nel fondovalle della valle dell'Adige, alle pendici dell'altipiano del Salto (vedasi: S.Genesio e Meltina), al quale è collegato sia con una strada provinciale che con una funivia (Vilpiano-Meltina).
Il vicino capoluogo di provincia (Bolzano) è raggiungibile sia tramite la strada statale o la superstrada ME-BO che in treno, in quanto Terlano è servita da una stazione ferroviaria dove attualmente fermano tutti i treni fra Bolzano e Merano con cadenza (nelle ore del giorno) bioraria. Precedentemente, nonostante i treni percorressero la linea ogni mezz'ora, si fermava solo un treno all'ora per i problemi legati al binario unico. Nel territorio del comune sono presenti altre due stazioni ferroviarie, quella di Vilpiano-Nalles (Vilpian-Nals) e quella di Settequerce (Siebeneich).

## Origini del nome
Il toponimo è attestato come Torilan nel 923, Toerlan nel 1264 e Terlan nel 1525 e deriva probabilmente dalla parola tedesca terl che significa portone, il quale è anche rappresentato sullo stemma di Terlano, o da un nome di persona latino Taurilus.

## Storia
Già risalenti intorno al II secolo sono stati rinvenuti, vicino alla chiesa parrocchiale di Terlano, i resti di una abitazione e di una necropoli romana. Gli scavi archeologici nella stessa area hanno anche portato alla luce il battistero paleocristiano di Terlano risalente al IV secolo, testimone eccezionale e unico della prima diffusione del cristianesimo nel territorio dell'attuale Alto Adige.
Nel Medioevo Terlano è stato un importante luogo di estrazione dell'argento.
Nel XV secolo a Terlano c'erano circa mille minatori occupati nell'estrazione della galena in più di trenta miniere della zona.
Il materiale veniva poi spedito, attraverso tutti i corsi d'acqua delle vicinanze, nel fondovalle, dove veniva lavorato nei forni di fusione che vi si trovavano.
Attraverso l'Adige, l'argento era infine trasportato verso sud.
Oggi alcuni nomi tedeschi di terreni agricoli, come Silberleiten o Silberleitenhof, ricordano ancora tale passato.

### Simboli
Lo stemma rappresenta una porta aperta a due ante, merlata alla guelfa d'argento, scalinata di tre pezzi, su fondo rosso. Deriva dall'insegna della famiglia nobiliare von Niedertor (o Niederthor che in italiano significa "porta bassa"), originaria di Bolzano, anticamente proprietaria di importanti feudi e diritti; nel 1397 acquistò il castello locale ed amministrò il villaggio fino al 1559 contribuendo alla costruzione della parrocchiale. Lo stemma è stato adottato il 20 luglio 1966.

## Monumenti e luoghi d'interesse

### Architetture religiose
- Chiesa dell'Assunta. Nel centro del paese si trova la chiesa parrocchiale tardo-gotica del XIV secolo. Conserva al suo interno splendidi affreschi gotici che rappresentano il più grande ciclo pittorico dell'Alto Adige[7]. Risalgono al XIV secolo e appartengono alla cosiddetta "Scuola di Bolzano" (Bozner Schule).[8] Il campanile, alto 75 metri, risale al primo XVI secolo, ma venne smontato e ricostruito alla fine dell'Ottocento a causa di un'importante pendenza sviluppatasi nel corso dei secoli.
- Chiesa del Santissimo Cuore di Gesù, chiesa parrocchiale a Settequerce
- Chiesa di Sant'Antonio da Padova, incorporata all'Ordine teutonico a Settequerce

### Architetture militari
- Castel Neuhaus. Poco distante dal centro un sentiero porta alla rocca di Maultasch (Burg Maultasch) dalla quale si gode di una bellissima vista della vallata. Risale al 1206, ma, più volte distrutta, è stata ricostruita nel 1320.
- Castel Greifenstein, a Settequerce

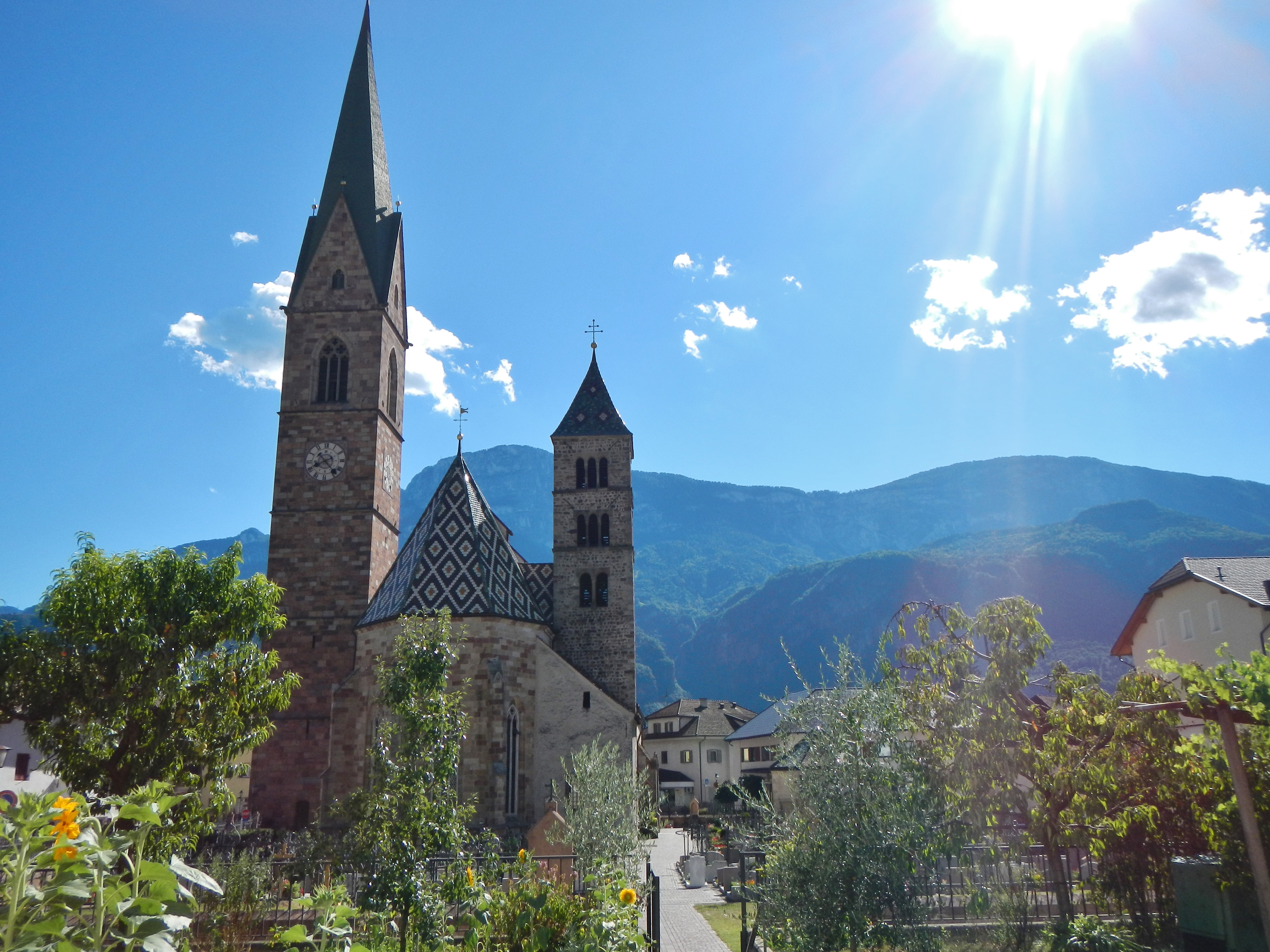
La Parrocchiale
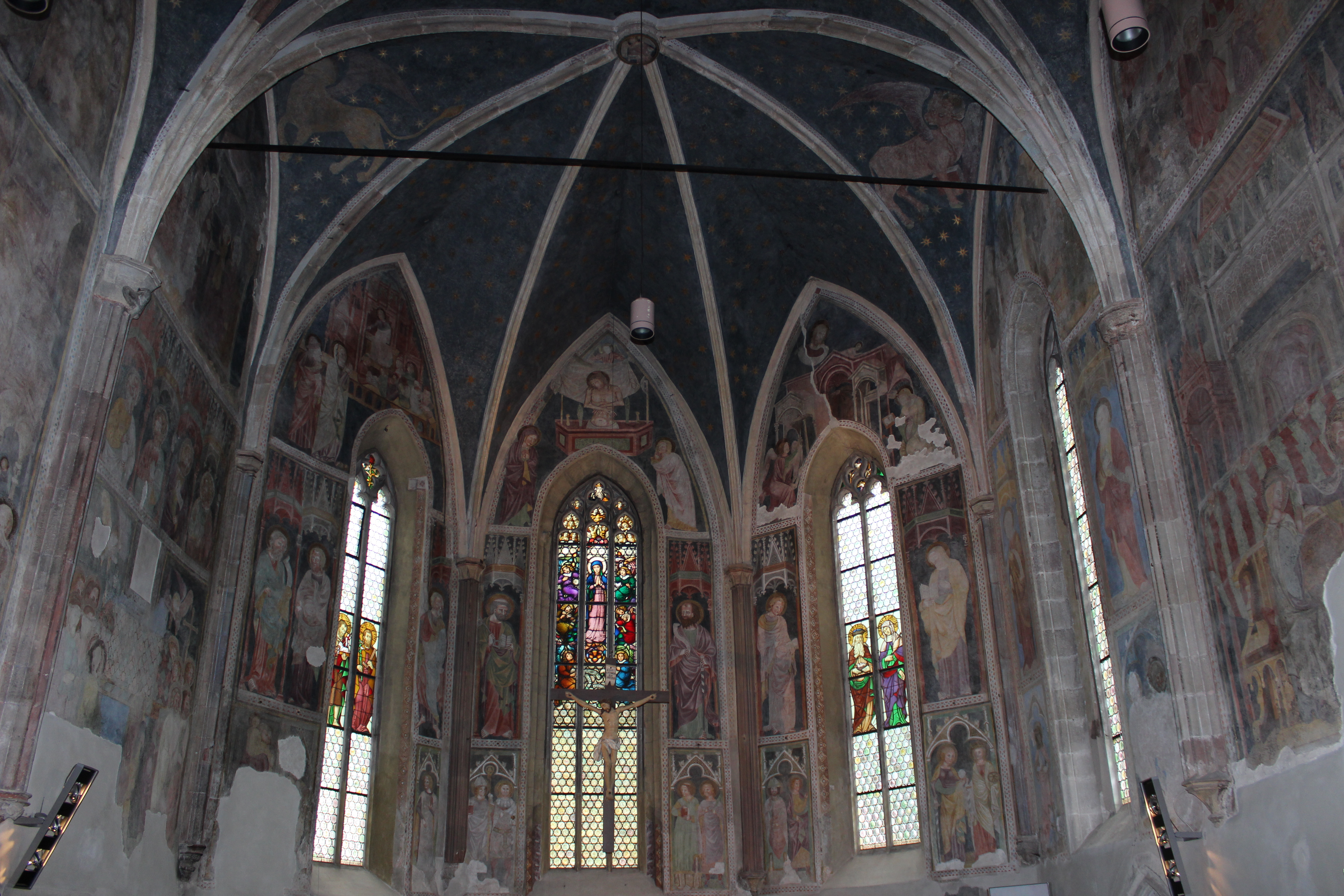
Affreschi dell'abside della parrocchiale
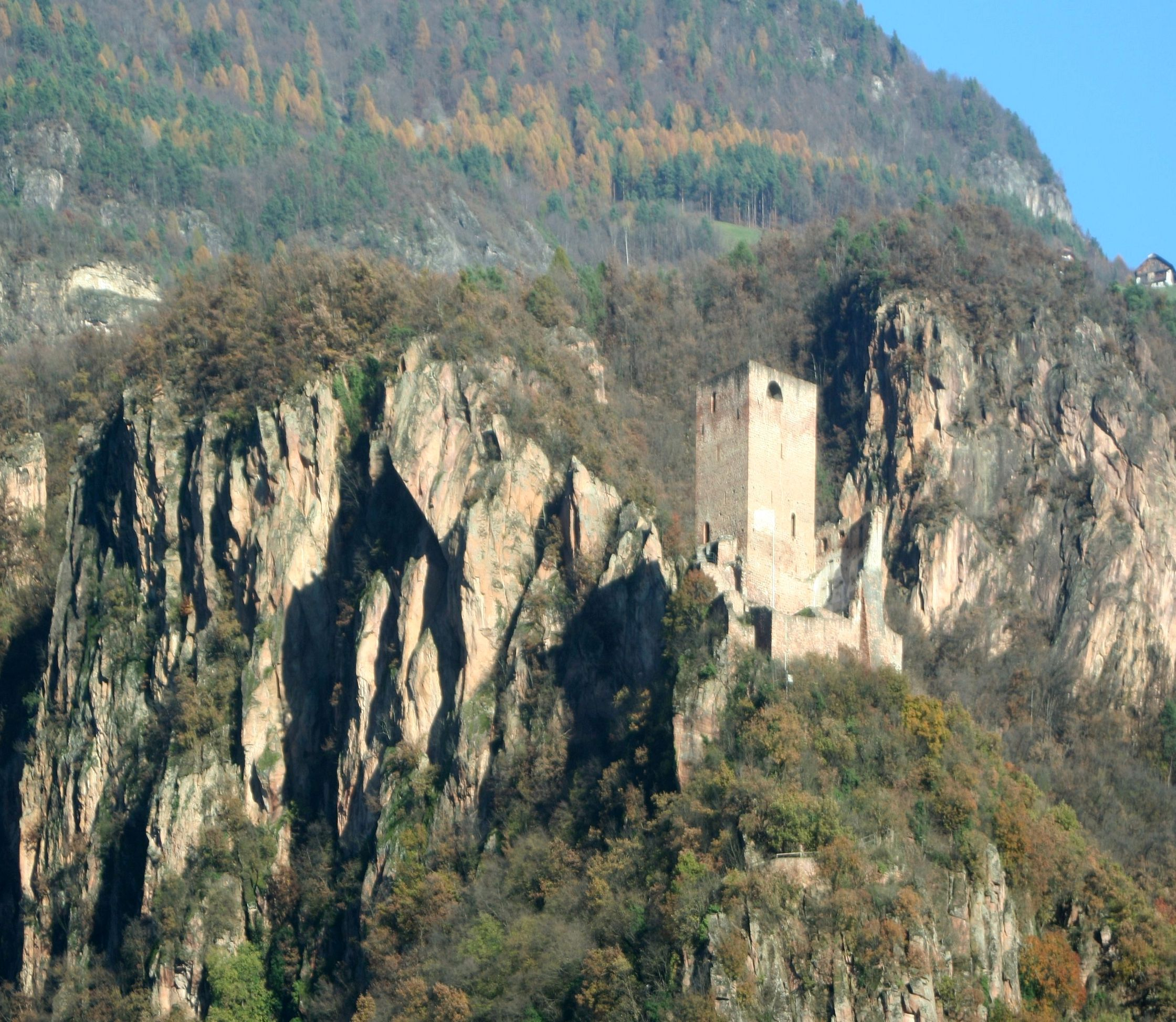
Rocca di Maultasch (Neuhaus)

## Società

### Ripartizione linguistica
La sua popolazione è in maggioranza di madrelingua tedesca:
| %      | Ripartizione linguistica (gruppi principali) |
| ------ | -------------------------------------------- |
| 79,20% | madrelingua tedesca                          |
| 20,47% | madrelingua italiana                         |
| 0,33%  | madrelingua ladina                           |

Secondo il censimento del 1880 gli italiani a Terlano e Vilpiano erano rispettivamente il 15% e il 25%, scesi al 3,7% e al 4,3% nel 1900 a seguito dell'assimilazione. Gli italiani erano il 33% della popolazione nel 1939.

### Evoluzione demografica
Abitanti censiti

## Geografia antropica

### Frazioni storiche
Anche se ufficialmente sono indicate solo le due frazioni di Settequerce/Siebeneich e Vilpiano/Vilpian, sono da segnalare pure le frazioni storiche, tuttora esistenti, di Klaus/Chiusa, Kreut, Kuhn, Rubatsch e Enzenberg/Castel Enzenberg.

## Economia
Terlano è nota per la produzione di asparagi, ai quali è dedicata una sagra in primavera, e per le produzioni di vini bianchi, su tutti il Terlaner.
L'attività agricola prevalente riguarda la produzione di mele, per la trasformazione delle quali vi sono due cooperative (una a Terlano e una a Settequerce).
A Terlano ci sono molte infrastrutture di tipo commerciale. Per esempio in centro c'è una filiale del supermercato Conad ed un discount Eurospin. Inoltre, ci sono due banche: la cassa Raiffeisen con un bancomat "Drive-In" e la Cassa di Risparmio di Bolzano.

## Amministrazione
| Periodo  | Periodo | Primo cittadino  | Partito | Carica  | Note |
| -------- | ------- | ---------------- | ------- | ------- | ---- |
| nel 1954 |         | Diego Eyrl       | -       | Sindaco |      |
| 2005     | 2020    | Klaus Runer      | SVP     | Sindaco |      |
| 2020     |         | Hansjoerg Zelger | SVP     | Sindaco |      |

## Sport e tempo libero
Come impianti sportivi ha un campo di calcio, due campi da tennis, un poligono di tiro sportivo, pista da ghiaccio e una piscina all'aperto.

### Motociclismo
Da Terlano parte una strada che viene spesso percorsa in moto. È la strada per Meltina (Mölten), che collega il fondovalle con la montagna seguendo interessanti percorsi.
Terlano è raggiungibile anche dalla ciclabile che parte da Bolzano e continua per i paesi contigui.